# Schloss Lindach

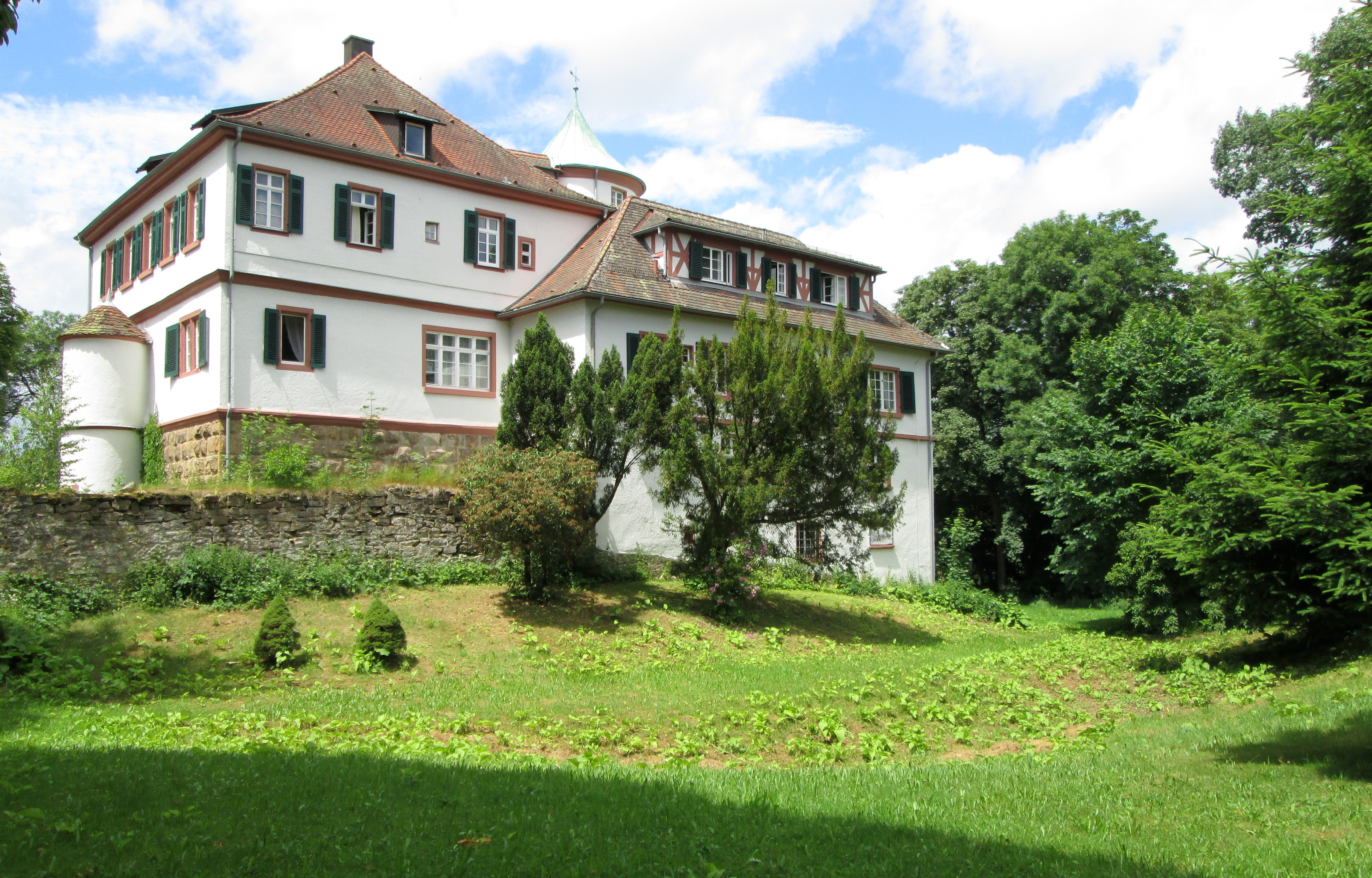
Schloss Lindach mit Burggraben, Ostansicht

Das Schloss Lindach ist eine Schlossanlage im Schwäbisch Gmünder Stadtteil Lindach, deren ältesten Teile aus staufischer Zeit stammen. Der Vorläufer, die Burg Lindach war im Norden und Westen durch den Abhang und im Süden und Osten durch einen Burggraben geschützt.

## Geschichte
Lange wurde angenommen, dass die Vorläufer des Schloss Lindach aus der Zeit der Römer stammen würden, dies ist mittlerweile widerlegt. Nun wird davon ausgegangen, dass es sich bei dem viereckigen Turm der Burg Lindach, auf dem das Schloss aufgebaut ist, um ein Bauwerk aus der Zeit Herzog Friedrichs II. von Schwaben handelt.
Das Tor wurde 1580 durchgebrochen, 1583 wurde der Rundturm gebaut. Aus derselben Zeit stammen der Renaissanceaufbau auf dem staufischen Buckelquaderturm und das lange Gebäude im Norden, der Treppenturm wurde 1624 angebaut. Umgeben war das Schloss von diversen Wirtschaftsgebäuden, die bis auf das sogenannte Arzthaus alle abgebrochen wurden. Als es 1751 an Württemberg kam, befanden sich neben dem Schlossgebäude ein Pferdestall, eine Dienerbehausung, ein Brunnenhaus, ein Brauhaus, eine große Scheune, ein steinerner Hühnerstall, ein Waschhaus, ein Torhaus sowie ein Schafstall auf dem Gelände des Schlosses. Ab 1752 wurde durch den Besitzer Johann Georg Blezinger eine Gastwirtschaft auf dem Schloss betrieben, später durch die Brauerei Rettenmeyer. Ab 1958/59 wurde das Schloss zu einer Privatklinik als Sanatorium umgestaltet. Die medizinische Nutzung wurde bis 2008 beibehalten. Bis 2013 wurde Schloss Lindach von der Gemeinschaft der Siebenten-Tags-Adventisten Reformationsbewegung für Gottesdienste genutzt.

## Besitzverhältnisse

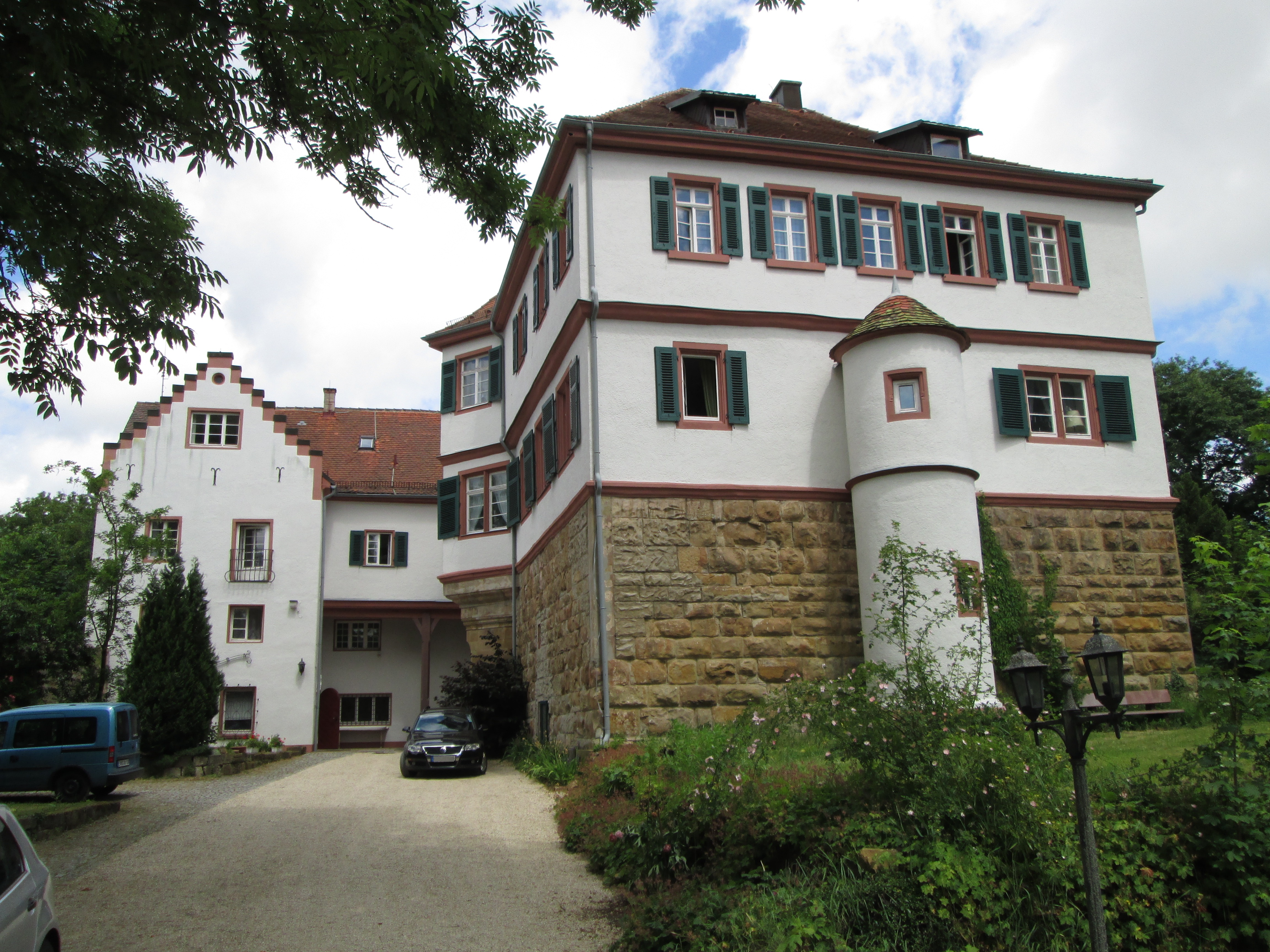
Innenhof, Hauptgebäude von Süden

Tibert von Lindach, ansässig auf Lindach, war königlicher Hofkämmerer unter König Konrad III und wurde Stammvater der Herren von Weinsberg. Weiter sind die Diemar von Lindach bekannt, die die Anlage 1515 von den Schenken von Limpurg kauften. Ritter Hans Diemar von Lindach befehdete 1543/44 die Reichsstadt Schwäbisch Gmünd. 1577 kam Lindach zum Kloster Lorch und damit zu Württemberg. Erasmus von Laymingen, Obervogt zu Stuttgart, später Geheimrat und Landhofmeister, erhielt von Herzog Ludwig von Württemberg 1579 Lindach zum Lehen. Die Laymingen blieben genau 100 Jahre auf Lindach. Ab 1699 war der Hofmarschall Johann Friedrich von Staffhorst, ab 1744 der württembergische Staatsminister Heinrich Reinhard Freiherr Roeder von Schwende und dann ab 1751 Herzog Carl Eugen von Württemberg Besitzer von Lindach. 1752 erwarb der Schmelzverwalter zu Königsbronn Johann Georg Blezinger das Anwesen. 1842 übernahm der Graf Joseph Ignaz von Beroldingen das Schloss. In der Folgezeit wechselten die Besitzer schnell, so waren die Familien von Larisch, von Buttler und die Stuttgarter Brauerei Rettenmeyer. 1911 ersteigerte das Schloss der Oberstleutnant Otto von Haldenwang, nachdem dieser 1916 im Ersten Weltkrieg fiel, ging das Schloss an den Konsul Ferdinand Freiherr von Scholley. 1929 wurden die Württemberger wieder Schlossherren. Albrecht Eugen Herzog von Württemberg und seine Frau Nadejda von Bulgarien wohnten auf Schloss Lindach. 1958 ging das Schloss an eine Ärztefamilie Abele über. Im März 2013 stand das Objekt, bis dahin der deutsche Hauptsitz der der Siebenten-Tags-Adventisten, wieder zum Verkauf. Seit 2014 ist Schloss Lindach wieder in Privatbesitz.

## Trivia

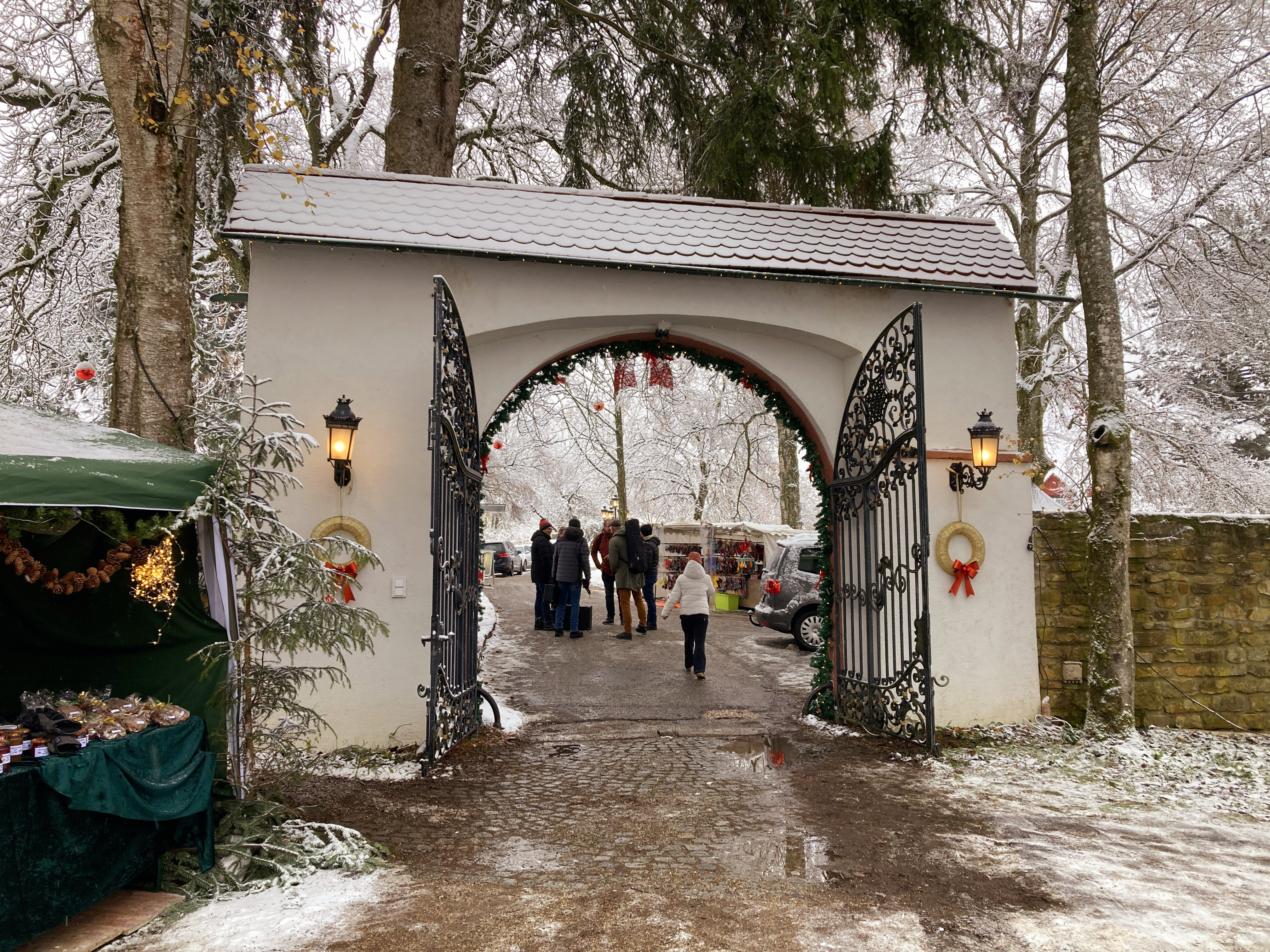
Bärenmarkt Eingang

Seit 2022 findet der traditionelle Lindacher Bärenmarkt in der Adventszeit vor der historischen Kulisse des Lindacher Schlosses statt.

## Wappen der früheren Besitzer

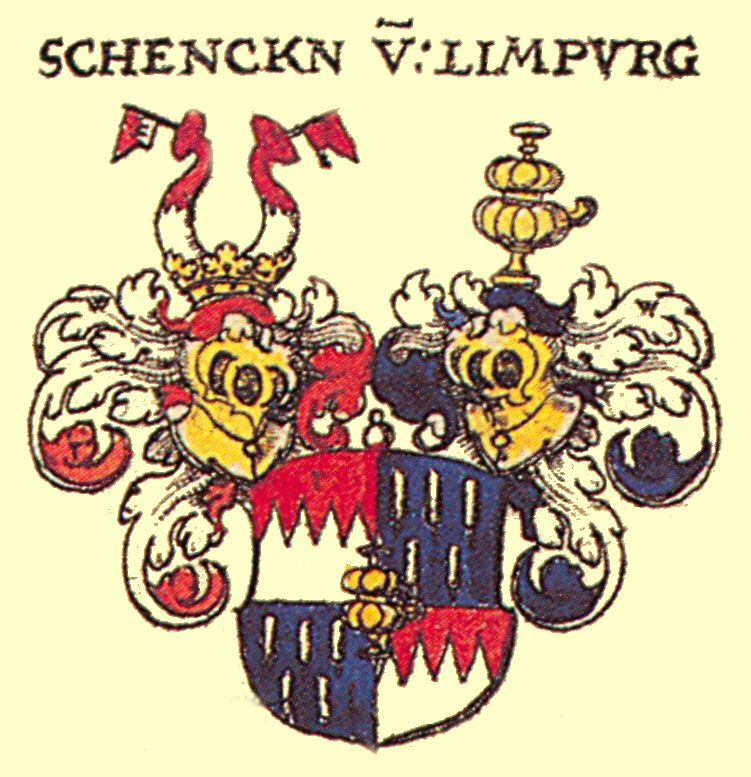
Schenken von Limpurg
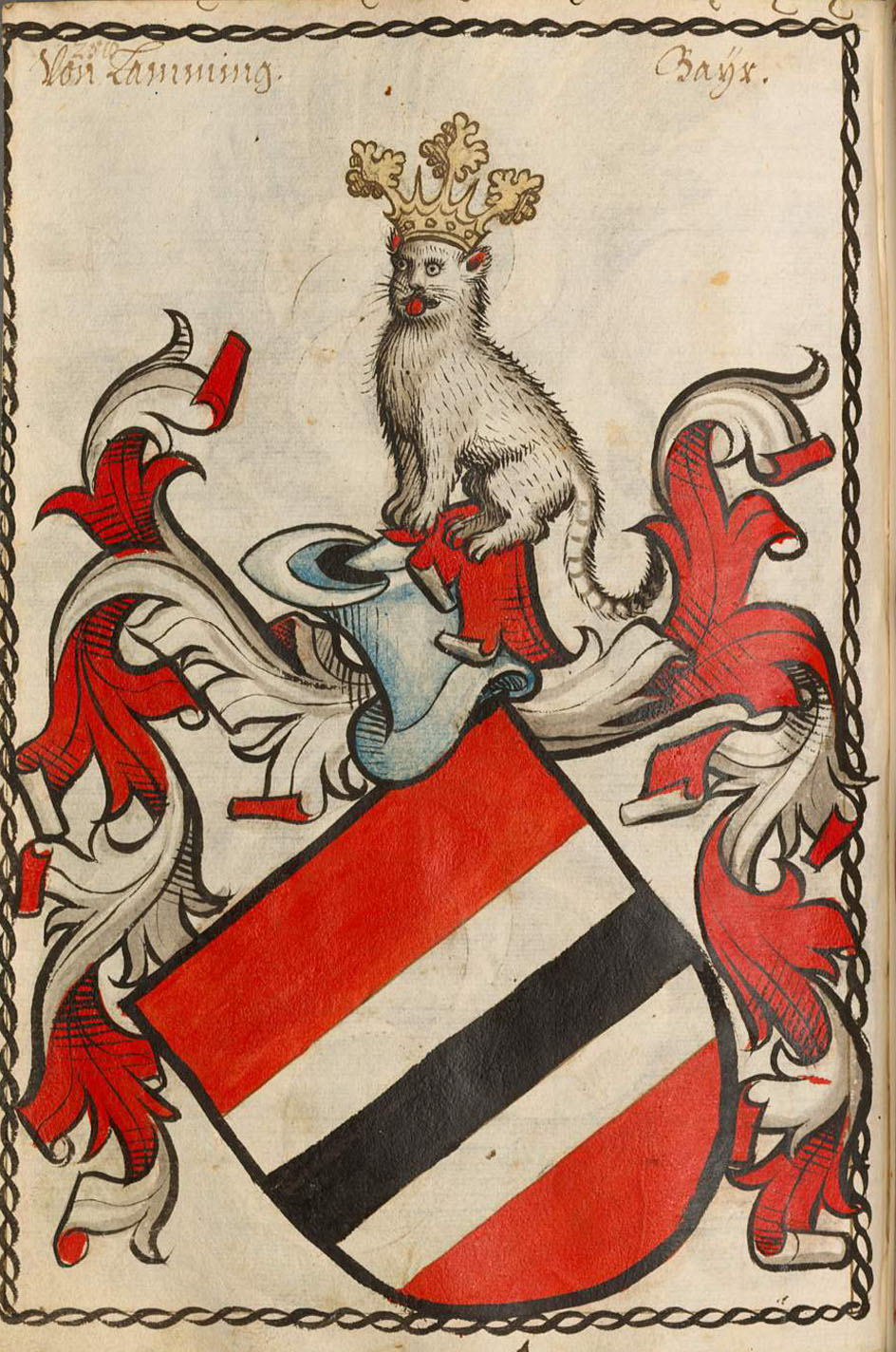
von Laymingen
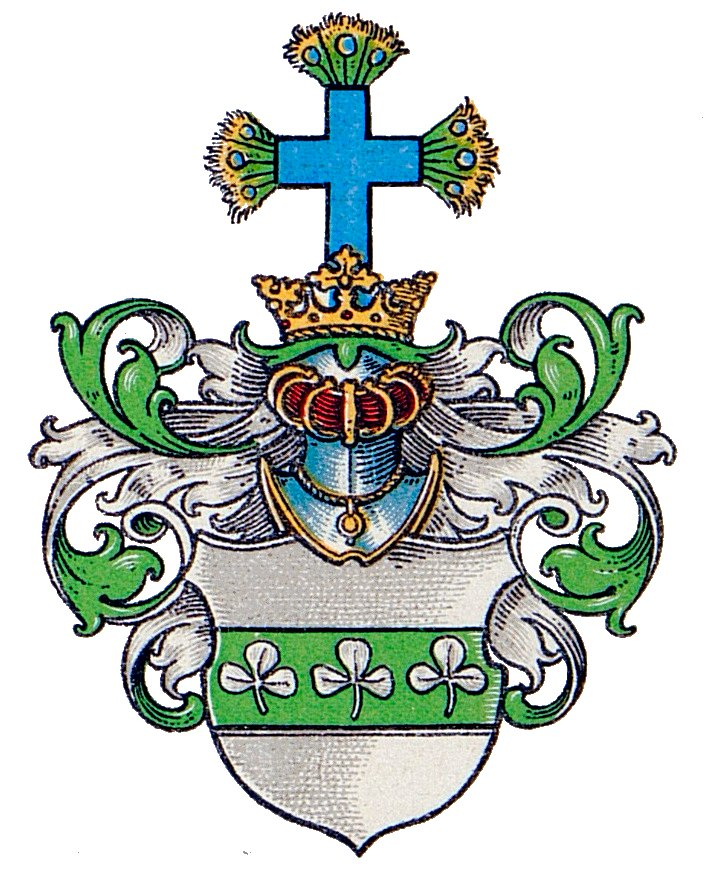
von Staffhorst
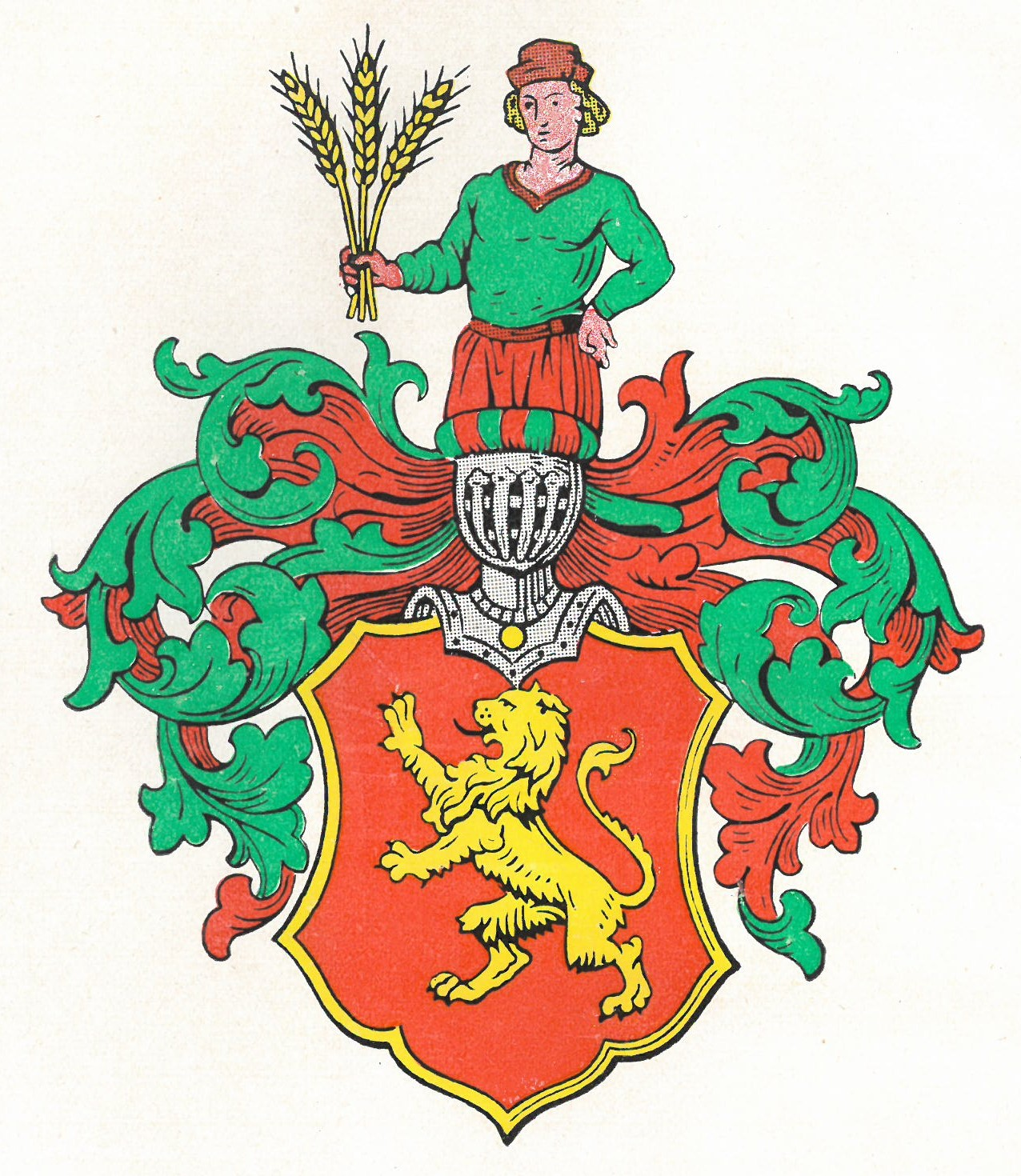
Blezinger
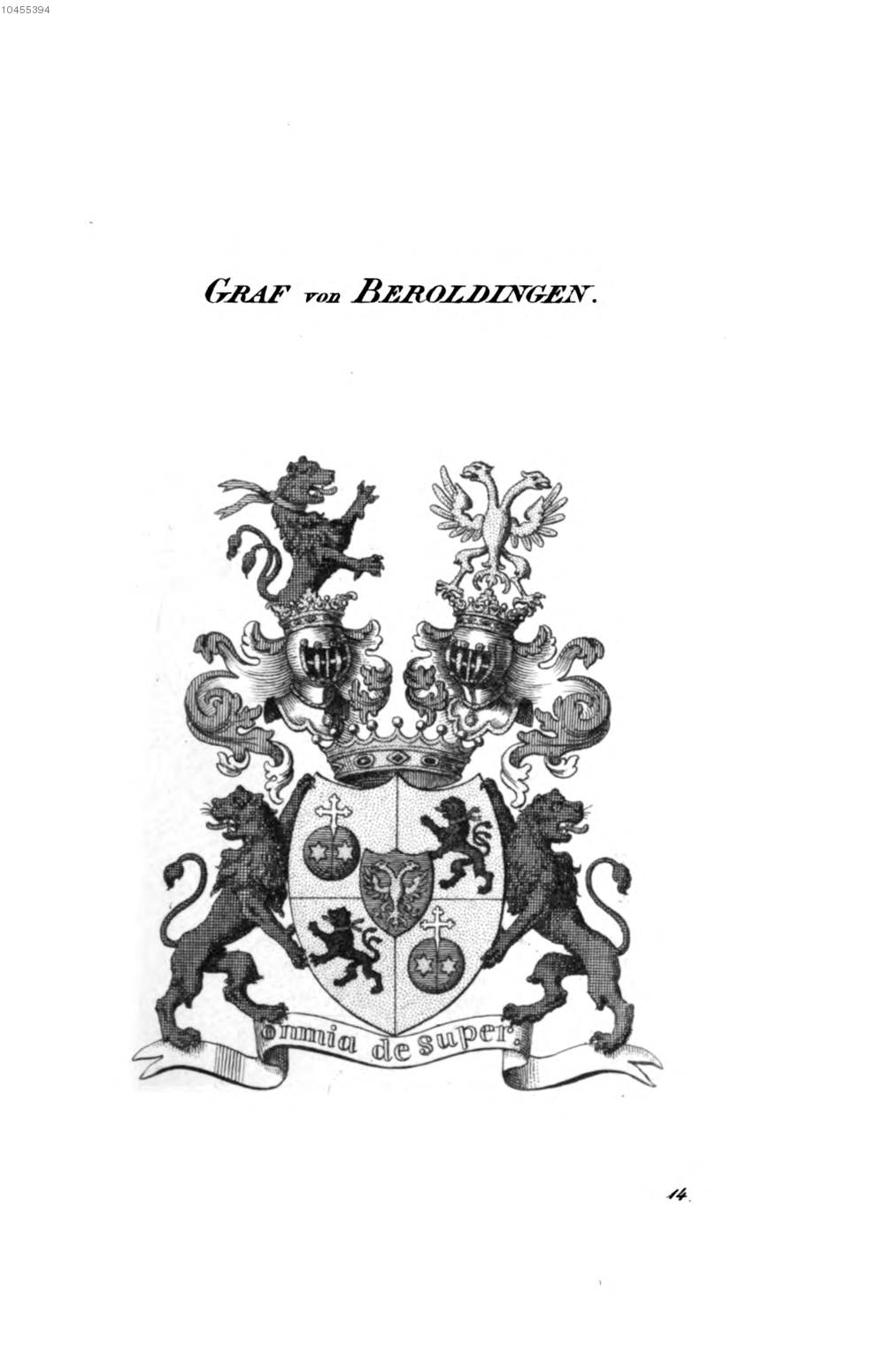
Grafen von Beroldingen
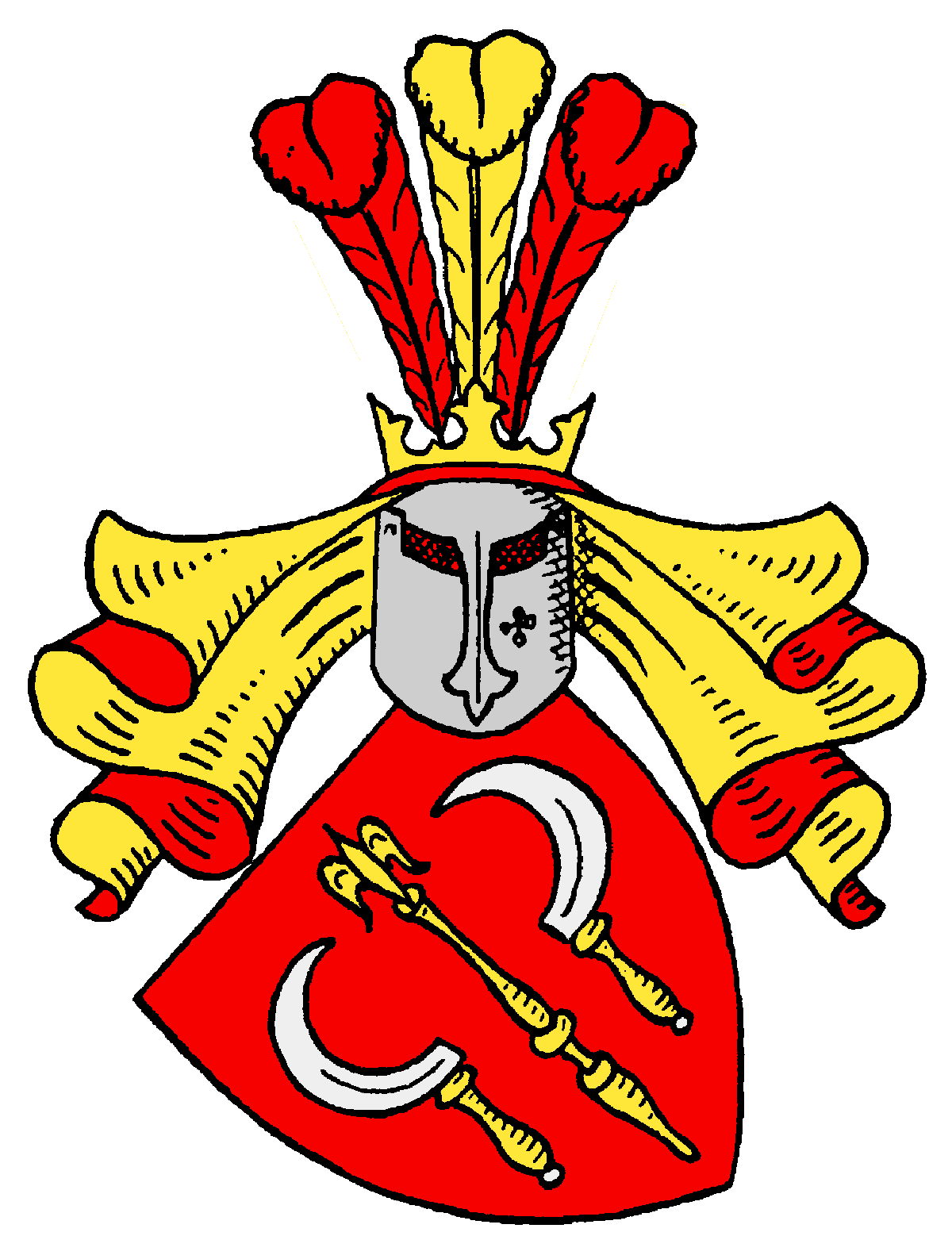
von Larisch
von Buttlar
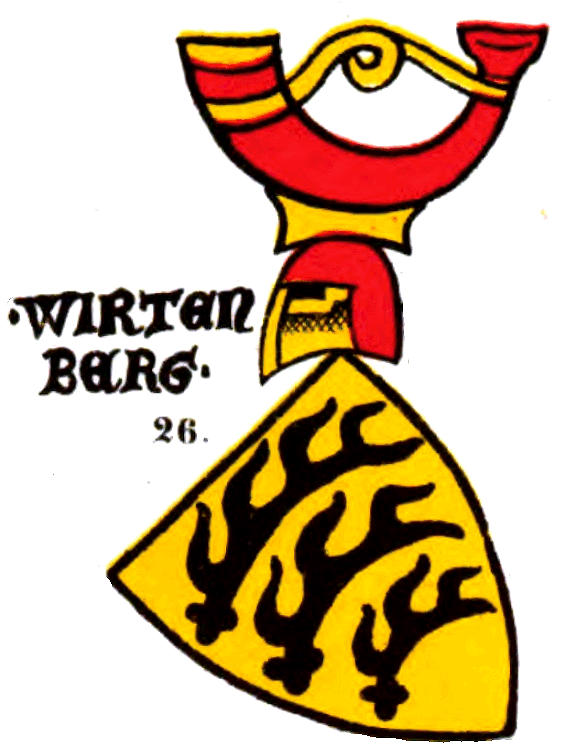
Haus Württemberg